# Microeca papuana
Microeca papuana là một loài chim trong họ Petroicidae.